# Cerro Prieto, Contepec
Cerro Prieto är en ort i Mexiko.   Den ligger i kommunen Contepec och delstaten Michoacán de Ocampo, i den sydöstra delen av landet, 130 km nordväst om huvudstaden Mexico City. Cerro Prieto ligger 2 347 meter över havet och antalet invånare är 254.
Terrängen runt Cerro Prieto är huvudsakligen kuperad, men norrut är den platt. Runt Cerro Prieto är det ganska tätbefolkat, med 80 invånare per kvadratkilometer. Närmaste större samhälle är Tepuxtepec, 1,2 km norr om Cerro Prieto. Omgivningarna runt Cerro Prieto är en mosaik av jordbruksmark och naturlig växtlighet.